# Аншуков, Владимир Афанасьевич
Влади́мир Афана́сьевич Аншуко́в (1925—2012) — бригадир комплексной сборочной бригады «Северного машиностроительного предприятия», Герой Социалистического Труда.

## Биография
Родился 2 декабря 1925 года в деревне Наволок Шенкурского уезда Архангельской губернии (ныне Шенкурский район Архангельской области). Русский.
Окончил начальную школу. В 1942 году окончил Школу фабрично-заводского обучения № 7 в городе Молотовск (ныне — Северодвинск). Получив специальность сборщика корпусов металлических судов, он пришёл работать на завод № 402 (ныне — ОАО «Производственное объединение „Северное машиностроительное предприятие“») в цех № 7.
Участник Великой Отечественной войны. После окончания войны вернулся на родной завод. С его участием и участием его бригады создавался морской щит России, строился подводный флот, подводные корабли с дизельными и атомными энергетическими установками. Через его руки и руки рабочих его бригады прошли десятки корпусов этих сложных и грозных машин — с гарантией, что они успешно отслужат положенное им время и выдержат глубинные и другие нагрузки, которые им определил автор-конструктор.
В 1964 году Севмашпредприятие приступило к строительству атомных подводных лодок проекта 667А с баллистическими ракетами РСМ-2. В строительстве кораблей этого проекта от головного до последнего участвовал В. А. Аншуков и его бригада.
Жил в Северодвинске. Скончался 21 ноября 2012 года. Похоронен в Северодвинске.

## Награды
- Указом Президиума Верховного Совета СССР от 30 марта 1970 года за выдающиеся заслуги в создании и производстве новой техники (атомной подводной лодки проекта 667А) бригадиру комплексной сборочной бригады «Северного машиностроительного предприятия» Аншукову Владимиру Афанасьевичу присвоено звание Героя Социалистического Труда с вручением ордена Ленина и золотой медали «Серп и Молот».
- Награждён орденом Ленина (30.03.1970), орденом Октябрьской Революции (23.01.1978), орденом Отечественной войны 1-й степени (11.03.1985), медалями, в том числе «За отвагу» (3.04.1946).